# Барбікан (рід птахів)
Барбікан (Gymnobucco) — рід дятлоподібних птахів родини лібійних (Lybiidae). Містить 4 види.

## Поширення
Рід поширений в тропічній Африці. Барбікани мешкають у різноманітних лісах і лісистих саванах.

## Спосіб життя
Живляться комахами та плодами. Фрукти вони поїдають разом з насінням, розповсюджуючи його. На комах полюють на землі або серед дерев. Одиночні птахи. Гніздяться колоніями на берегах річок. Гнізда облаштовують у дуплах або термітниках. На одному стовбурі мертвого дерева одного разу було зафіксовано 250 гніздових отворів барбіканів.

## Види
- Барбікан сіроголовий (Gymnobucco bonapartei)
- Барбікан лисий (Gymnobucco calvus)
- Барбікан світлодзьобий (Gymnobucco peli)
- Барбікан заїрський (Gymnobucco sladeni)